# 陳良謨 (崇禎進士)
陈良谟（1589年—1644年），字士亮，号宾日，室名娑蘿園，浙江鄞县（今宁波）人。明末官员。崇禎辛未進士，官監察御史。甲申國難時，悬梁自盡殉國。

## 生平
陈良谟原名天工，崇禎三年（1630年）庚午科順天鄉試第九名举人，崇禎四年（1631年）聯捷进士，任雲南大理府推官。崇祯皇帝崇事上帝，诏命群臣名中有“天”字者皆改名，陈天工于是改名“良谟”。崇祯十一年（1638年），出任四川道监察御史，任内抵御张献忠有方。还都不久，京师被李自成攻破，与妾时氏自缢殉节。南明朝廷追赠太仆寺卿，谥恭愍。清朝赐谥恭洁。

## 詩句
甲申三月十七，李自成陷北京，陳良謨大書二十字於桌：
國運遭陽九，君王遘難時。
人臣當殉節，忠孝兩無虧。

## 延伸阅读
[在维基数据编辑]
 《明史卷二百六十六》，出自《明史》